# Albertina Ramírez
María Albertina Prudencia Ramírez Martínez, conocida en Nicaragua como Sierva de Dios Madre Albertina (Managua, 28 de abril de 1898 – Granada, 20 de julio de 1979), fue una religiosa nicaragüense, mística, fundadora de las Siervas Misioneras de Cristo Rey  y Religiosos Albertinianos, Siervos de Jesucristo, Rey del Universo.

## Biografía
María Albertina Prudencia fue la penúltima de los hijos del matrimonio Ramírez-Martínez. Bautizada el 9 de mayo del mismo año en la Parroquia Santiago Apóstol de Managua (1898). Recibió el sacramento de la Confirmación en la Catedral de León (Nicaragua) (1904) y su Primera Comunión en la misma Parroquia de su Bautismo (4 de diciembre de 1910).
Nieta del primer Presidente Constitucional de Nicaragua el General Tomás Martínez Guerrero, y descendiente directa de la heroína nacional nicaragüense Rafaela Herrera (Defendió el Castillo de la Inmaculada Concepción), también emparentada con el prócer colombiano Francisco de Paula Santander.
Fue la presidenta de la Casa Nazaret (1935-1943) y de la Asociación de Siervas Misioneras de Cristo Rey, fundada por ella (1943-1948). La Santa Sede dio su aprobación de este instituto, como de derecho diocesano  en 1946.
La Unión de Mujeres Americanas la reconoció como "Mujer Prominente de Nicaragua" por su labor social (1952).

## Labor educativa y misionera
Su labor de caridad social cristiana y de evangelización fue intensa con la fundación de escuelas y centros de catequesis, con la creación de comunidades en lugares donde faltaban sacerdotes.
Fundó la Casa Nazaret (1935-1943), para niñas desprotegidas, la que entregó a la Congregación del Buen Pastor.
Abrió las primeras escuelas elementales, sabatinas y dominicales para niños/as pobres de los barrios marginales de la capital, siguiendo la filosofía propia de la Acción Católica.
Involucró a las señoras, madres obreras de las localidades donde se fundaban dichas escuelas para darles formación. Asimismo abrió para ellas talleres de costura, y de oficios domésticos.
Generó un cambio radical en el pensamiento religioso de su época, al fundar una congregación religiosa en Nicaragua donde eso:

Sonaba como algo absurdo e impensable. Las Congregaciones religiosas se fundaban en Europa. No en un país pequeño, pobre y sin ninguna importancia.
Edgar Zúñiga

Uno de los elementos innovadores de su pensamiento era su intuición de añadir un tercer elemento a los que desde san Benito se consideran como pilares de la vida monástica: ora et labora. Albertina sostenía que a estos elementos debía añadirse el de passio, es decir, la pasión de sufrimiento.

## Su muerte
Albertina Ramírez, murió el 20 de julio de 1979, en la ciudad de Granada y enterrada al día siguiente en el Cementerio General de Managua y se trasladan sus restos a la casa general el 28 de abril de 1998, aniversario de su nacimiento.
El 17 de octubre del año 2001, después de veintídos años de su muerte, la Diócesis de Granada abrió el proceso de canonización, el 19 de noviembre del mismo año fue aprobado el Nihil Obstat; siendo su postulador el Padre Jaime Valdivia Pinell, Real.